# Коромля
Коромля (словац. Koromľa) — село в Словаччині в районі Собранці Кошицького краю. Село розташоване на висоті 280 м над рівнем моря. Населення — 520 чол. Вперше згадується в 1337 році. В селі є бібліотека, спортивний зал та футбольне поле.

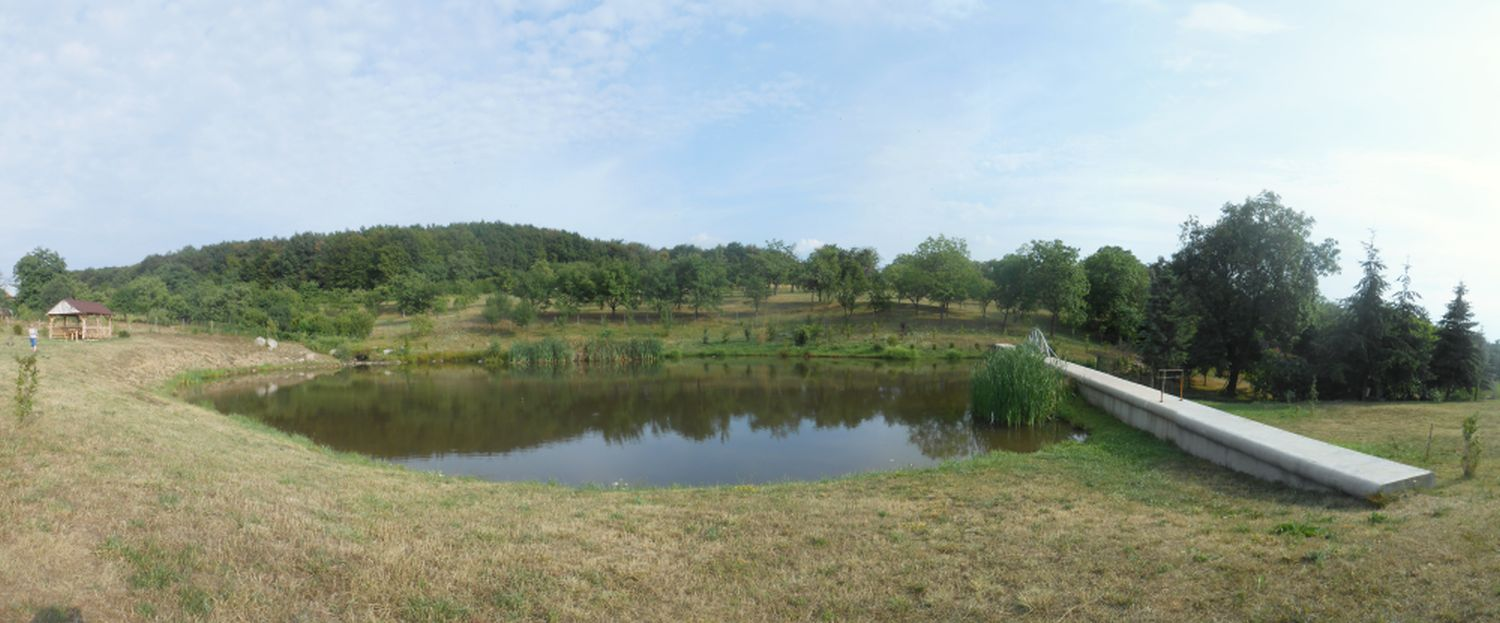
Дамба в Коромлі

1337 року згадується як Koromla, того року там підселилися валахи; 1393-го — Koromlya. В документі 1419 року зазначається як Koromplya, 1427-го не обкладалося податком. 1437 року закладено млин. 1715 року в селі проживало 20 родин. 1808 року вказане як Korompla, 1828-го в селі було 36 будинків з 398 мешканцями. Від 1920 року — Koromľa, по угорськи — Korumlya, Koromlak. Протягом 1939—1944 років окуповане Угорщиною.

## Населення
| Рік:            | 1994. | 2004.   | 2014.    | 2024.   |
| --------------- | ----- | ------- | -------- | ------- |
| Кількість осіб: | 509   | 521     | 445      | 404     |
| Різниця:        |       | +2,35 % | -14,58 % | -9,21 % |

| Рік:            | 2023. | 2024.   |
| --------------- | ----- | ------- |
| Кількість осіб: | 402   | 404     |
| Різниця:        |       | +0,49 % |

## Пам'ятки
У селі є греко-католицька церква святого Архангела Михаїла з 1870 року в стилі класицизму.

## Географія
Протікає Ореховський потік.